# Le Havre
För andra betydelser, se Le Havre (olika betydelser).

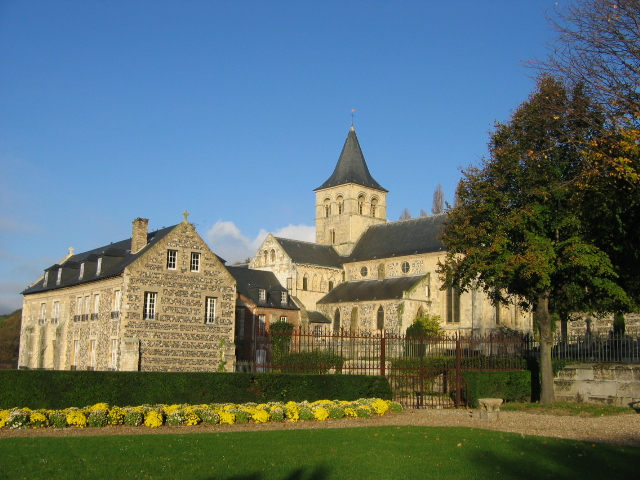
Klostret

Le Havre (uttal (fil)), egentligen Le Havre de Notre Dame de Grâce, är en storstad och kommun i departementet Seine-Maritime i regionen Normandie i norra Frankrike, vid Engelska kanalen och den högra stranden av Seines mynning. Staden grundades 1517. År 2022 hade kommunen Le Havre 166 462 invånare.
Det är den största hamnen i Frankrike med omkring 100 miljoner ton gods varje år.
Fram till 1516 var Le Havre endast ett fiskeläge, men växte efter att dess hamn anlades. Särskilt under andra hälften av 1800-talet fick hamnen stor betydelse genom handeln med Nordamerika. Utvecklingen fortsatte under 1900-talet. Le Havre skadades svårt under andra världskriget. Staden återuppbyggdes utifrån en plan av Auguste Perret 1945–1964. Mellan hamnen och den skarpa kustbranten ligger ett modernt centrum med företagskontor och affärer, men också enstaka, skarpt kontrasterande kvarter från förkrigstiden. Denna del upptogs 2005 på Unescos världsarvslista. I staden ovanför branten finns övervägande moderna bostadsområden.
Staden är anlagd på den jämna strandslätten; den förmögna stadsdelen i La Côte i norr ligger i mer kuperad terräng. Dess gamla medelpunkt är Place de l'Hôtel de ville med en vacker park. Därifrån utgår raka, breda gator, omgivna av byggnader från 1800- och 1900-talen, såsom rådhuset, domstolsbyggnaden och börsen. Kyrkan, Notre-Dame, är av äldre datum och uppförd i en blandning av sengotik och renässansstil.
Konstnären Claude Monet flyttade till Le Havre vid 5 års ålder och tillbringade sin uppväxt där.

## Befolkningsutveckling
Antalet invånare i kommunen Le Havre
| Referens: INSEE |

## Utbildning
- École de management de Normandie